# Газъл Ел-Махала
Газъл Ел-Махала е египетски футболен клуб основан през 1936 в Ел-Махала Ел-Кубра. Участва в Египетската висша лига. „Златното поколение“ на отбора е през 70-те години на ХХ век. Печели шампионската титла през 1973. През 1974 е финалист в Купата на африканските нации, а през следващата година е полуфиналист в същото състезание. Също така е четвърт-финалист в африканската Купа на носителите на купи през 2002. Отборът е шест пъти финалист в Купата на Египет (1975, 1979, 1986, 1993, 1995, 2001), но така и не печели титлата. Заради прекъсването на Египетската висша лига на 10 март 2012, отборът, както всички други в първенството не завършва сезона.

## Успехи
- Египетска премиер лига: шампион (1) – 1972-73
- Египетска премиер лига: вицешампион (1) – 1972-73
- Купа на Египет: финалист (6) – 1975, 1979, 1986, 1993, 1995, 2001
- Суперкупа на Египет: финалист (1) – 2001

- Шампионска лига на Африка: 2 участия
- 1974: финалист
- 1975: полуфинал

- Африканска купа на носителите на купи: 1 участие
- 2002 – полуфинал